# Siedem życzeń
Siedem życzeń – polski serial telewizyjny dla młodzieży nakręcony w 1984 roku, w reżyserii Janusza Dymka według scenariusza Macieja Zembatego i Andrzeja Kotkowskiego. Role główne zagrali m.in. Daniel Kozakiewicz, Izabella Olejnik i Witold Dębicki, a Maciej Zembaty udzielił głosu postaci kota. W dwóch odcinkach pojawił się też rockowy zespół Wanda i Banda, który specjalnie na potrzeby serialu nagrał 9 piosenek, w tym tytułową, która stała się jednym z największych hitów grupy. Epizodyczną rolę zagrał również John Porter, twórca muzyki serialu.
Serial był wstrzymywany przez ówczesną cenzurę. Jego premierę opóźniono o dwa lata i regularna emisja rozpoczęła się 18 maja w kinie Teleranka, a zakończyła 29 czerwca 1986. Produkcja zdobyła ogromną popularność i uznanie, stając się jednym z najsłynniejszych seriali młodzieżowych lat 80. w Polsce. W późniejszych latach serial emitowany był m.in. na kanałach MiniMax, TVP Polonia i TVP Kultura. W listopadzie 2008 roku wydano Siedem życzeń na płytach DVD, a w listopadzie 2009 ukazała się płyta z piosenkami z serialu, zatytułowana Piosenki z serialu Siedem życzeń. Serial oficjalnie opublikowano również na platformie TVP VOD.

## Tło powstania

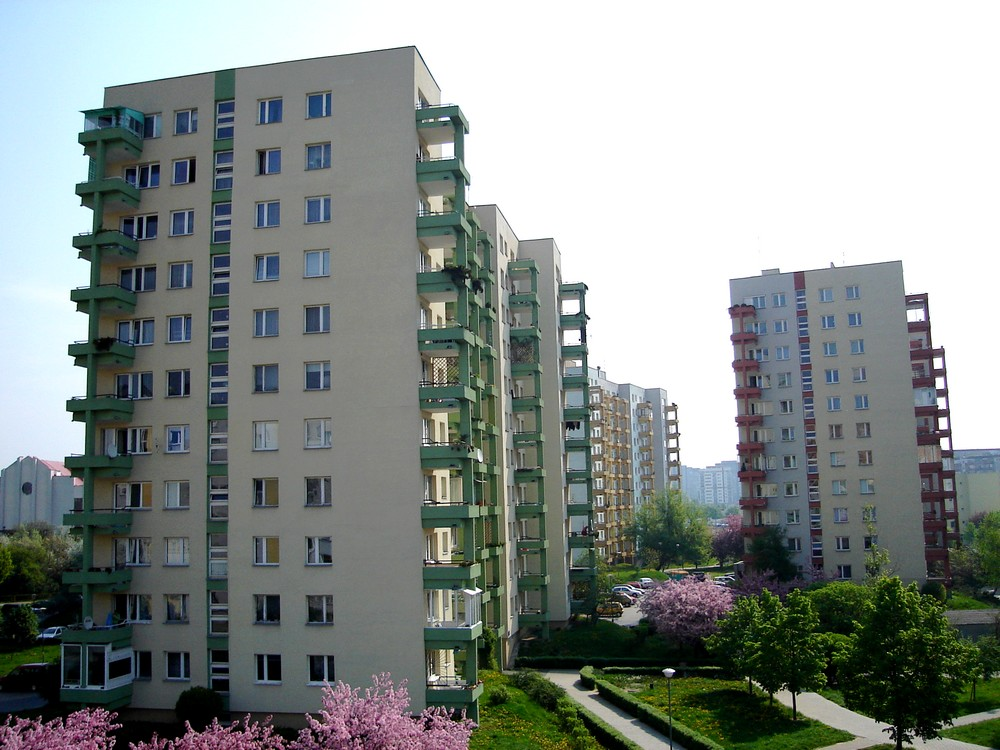
Osiedle Gocław-Orlik

Choć serial nakręcono w 1984 roku, to napisy końcowe błędnie podają jako rok produkcji 1983. Zdjęcia do serialu powstały w większości w Warszawie, m.in. na nowym wówczas osiedlu Gocław-Orlik. Na potrzeby filmu zbudowano tam plac zabaw, z którego potem przez kilka lat korzystały dzieci z osiedla. Zdjęcia wewnątrz mieszkania głównych bohaterów były jednak kręcone na osiedlu Jelonki przy ul. Lazurowej 6 w czwartej klatce na ostatnim, 10. piętrze. Do zdjęć szkoły podstawowej Darka wykorzystano budynek VI Liceum Ogólnokształcącego im. Tadeusza Reytana. Natomiast część zdjęć do szóstego odcinka powstała w Warnie w Bułgarii, gdzie tamtejsza pustynia miała posłużyć jako sceneria starożytnego Egiptu, a także w Kazimierzu Dolnym.
Pomysłodawcą postaci mówiącego kota był Maciej Zembaty, zainspirowany występem tresowanego kota, który obejrzał w kabarecie w Szwajcarii. W archiwum TVP zachował się dokument wskazujący na trudności w nakręceniu scen dialogów Darka z Rademenesem. Spowodowały one przedłużenie montażu i udźwiękowienia serialu do 525 dni, czyli pięć razy więcej niż planowano. Początkowo krążyła pogłoska, jakoby kota uśpiono i dyskretnie spoza kadru ruszano martwym pyszczkiem, a jego właścicielce wypłacono obiecaną sumę ubezpieczenia za stratę zwierzęcia. Jednak ruchy głowy i pyszczka kota wskazują na zapętlone odtwarzanie jednego ujęcia; ponadto martwy kot powinien mieć rozszerzone źrenice. Teorii uśpienia kota zaprzeczył sam Kozakiewicz, tłumacząc, że w scenach mówionych użyto pacynki, a samego Rademenesa „zagrały” aż trzy różne koty.
W pierwszym odcinku dozorca bloku Alfred Rosolak występuje w bluzie klubu sportowego Polonia Warszawa. W czwartym i piątym odcinku na szafce w pokoju Darka widać zdjęcie Izabeli Trojanowskiej, choć jej utwory były zakazane przez cenzurę po tym, jak piosenkarka zdecydowała się na emigrację z Polski.
Auto Senemedara w 7 odcinku to najprawdopodobniej Chevrolet Camaro Z28, druga generacja, facelift z lat 1978–1981.

## Opis fabuły
Serial opowiada o trzynastoletnim chłopcu o imieniu Darek, który pewnego dnia ratuje czarnego kota przed podwórkowymi chuliganami na swoim osiedlu. W domu okazuje się, że nie jest to zwyczajne zwierzę, a mówiący kot o imieniu Rademenes. Wdzięczny za uratowanie życia, Rademenes obiecuje Darkowi spełnić jego tytułowe siedem życzeń – jedno życzenie w każdą kolejną środę, czyli dzień tygodnia, w którym Darek ocalił kota. Początkowo chłopiec nie potrafi docenić daru Rademenesa i wypowiadane przez niego życzenia są dość powierzchowne. W pierwszym odcinku pochopnie żąda instrumentów muzycznych, które widzi w telewizji, a w trzecim przybiera ciało własnego ojca i pod taką postacią wybiera się do kina na film Seksmisja, który wyświetlany był w czasie produkcji serialu. Kot jednak szybko zaprzyjaźnia się z chłopcem i z wielką chęcią spełnia jego zachcianki, a w trudnych chwilach podtrzymuje go na duchu. Darek dba o kota i w tajemnicy przed rodzicami utrzymuje fakt, że zwierzę mówi.
W kolejnych tygodniach życzenia chłopca stają się bardziej przemyślane, m.in. dobre samopoczucie dla matki w jej imieniny. W szóstym odcinku okazuje się, że Rademenes był tak naprawdę człowiekiem urodzonym w starożytnym Egipcie, który za wyjawienie Egipcjanom teorii ruchu Ziemi wokół Słońca oraz efektu zaćmienia Słońca i Księżyca został skazany na karę odradzania się w postaci kota przez tysiąclecia. W siódmym odcinku Darek decyduje się poświęcić swoje ostatnie życzenie kotu, tak by ten przemienił się z powrotem w człowieka. Zwierzę niespodziewanie znika, jednak później pojawia się pod postacią człowieka o imieniu Senemedar (Rademenes pisane od końca), który okazuje się być marokańskim współpracownikiem ojca.

## Obsada
| Role główne - Daniel Kozakiewicz – Darek Tarkowski - Maciej Zembaty – Rademenes (głos) - Izabella Olejnik – Joanna Franciszka Tarkowska, matka Darka - Witold Dębicki – Witold Tarkowski, ojciec Darka - Zbigniew Buczkowski – Alfred Rosolak, dozorca - Jacek Romańczuk – Jacek Retman, kolega Darka - Bronisław Pawlik – Kazimierz Michalewicz, nauczyciel geografii i dyrektor szkoły Role drugoplanowe i epizodyczne - Renata Berger – Małgorzata Szukalska, nauczycielka matematyki - Artur Barciś – Bolesław Luba, nauczyciel języka polskiego - Konrad Morawski – nauczyciel biologii - Lech Łotocki – nauczyciel historii - Anna Gornostaj – nauczycielka - Helena Kowalczykowa – szatniarka szkolna - Wanda Kwietniewska – ona sama |  | - Jacek Domański – inżynier Tatarczyk - Ernestyna Winnicka – Duśka, przyjaciółka matki - Ryszard Bacciarelli – pan Retman, ojciec Jacka - Edyta Wojtczak – spikerka telewizyjna - Krzysztof Janczak – złodziej - Wiesław Drzewicz – taksówkarz - Krystyna Borowicz – lekarka - Edward Rauch – dentysta - Elżbieta Borkowska-Szukszta – aptekarka - Jan Orsza-Łukaszewicz – pracownik muzeum - Lech Sołuba – inżynier Wyręba - John Porter – ślepy Egipcjanin - Katarzyna Bromirska – Kama - Roman Bartosiewicz – Rademenes-Senemedar - Jacek Strzemżalski – konik pod kinem - Maciej Góraj – aktor w telewizji |

## Lista odcinków
Serial ma siedem odcinków (dokładnie tyle, ile życzeń może wykorzystać Darek).
1. „Rademenes”
2. „Spojrzenie Faraona”
3. „Być dorosłym”
4. „Dużo szczęścia i słodyczy”
5. „Magiczny pierścień”
6. „Klątwa bogini Bast”
7. „Senemedar”